# Сборная Казахстана по регби
Сборная Казахстана по регби (каз. Қазақстан ұлттық регби құрамасы) представляет страну в международных соревнованиях по регби-15 высшего уровня. Команда, известная под прозвищем «кочевники», управляется Национальной ассоциацией регби Казахстана. Сборная выступает на международном уровне с 1994 года.
В 2007 году сборная выиграла все пять матчей, в которых принимала участие. Это позволило казахам подняться на 14 мест в Мировом рейтинге Международного совета регби и занять 32-ю позицию. Данный успех стал самым стремительным взлётом года. С 2008 года сборная, достижения которой были отмечены руководством Азиатского регбийного союза, принимает участие в азиатском Кубке пяти наций.. В розыгрышах 2009 и 2010 годов команда занимала второе место, пропуская вперёд лишь региональных лидеров — японцев. Второе место в 2010 году позволило команде сыграть в международных стыковых матчах за выход в финальную часть чемпионата мира 2011 года. Казахи уступили сборной Уругвая в гостевом матче (7:44), тем не менее, сборная показала лучший результат за всю историю выступлений в отборочных этапах кубка мира.

## История
История Казахстанского регби начинается с 1966 года. Традиция Казахстанского регби закладывалась в студенческой среде. Команда Политехнического Института г. Алматы в 80-х годах завоевала путевку в высшую лигу Чемпионата СССР. Правопреемником команд Политехнического Института стала команда спортивного клуба армии города Алматы (СКА), которая долгое время представляла Казахстанское регби на высшем всесоюзном уровне и была неоднократным призёром Чемпионата СССР и обладателем Кубка СССР. Большая группа Казахстанских спортсменов входила в состав сборной СССР.
Новая история Казахстанского регби начинается с 1998 года, период накопления и развития регби в Казахстане потребовало 5-6 лет. Одним из наиболее известных казахских игроков был Мурат Уанбаев, выступавший в Топ-14, но представлявший сборную России.

## Результаты

### Чемпионат Азии (до 2014 — Азиатский Кубок пяти наций)
- 2007: 1-е место
- 2008: 4-е место
- 2009: 2-е место
- 2010: 2-е место
- 2011: 4-е место
- 2012: 5-е место

### Чемпионат мира
| Чемпионат | Результат       | Итог                                              |
| --------- | --------------- | ------------------------------------------------- |
| 1987      | не приглашены   | Казахстан был в составе СССР                      |
| 1991      | не участвовали  | Казахстан был в составе СССР                      |
| 1995      | не участвовали  | Казахстан не входил в World Rugby и Регби Азия    |
| 1999      | не участвовали  | Казахстан не входил в Регби Азия                  |
| 2003      | не прошли отбор | Азия, Раунд 1, Группа C (3 место)                 |
| 2007      | не прошли отбор | Азия, Раунд 1b, плей-офф                          |
| 2011      | не прошли отбор | Международные плей-офф                            |
| 2015      | не прошли отбор | Азия, 2-е место в дивизионе 1 чемпионата Азии     |
| 2019      | снялись         | 10 апреля 2016 года снялись с отборочного турнира |

## Статистика
По состоянию на 1 марта 2013 года.
| Соперник         | Матчи | Победы | Поражения | Ничьи | Доля побед |
| ---------------- | ----- | ------ | --------- | ----- | ---------- |
| Арабский залив   | 5     | 4      | 1         | 0     | 80 %       |
| Гонконг          | 5     | 1      | 4         | 0     | 20 %       |
| Грузия           | 1     | 0      | 1         | 0     | 0 %        |
| Гуам             | 1     | 1      | 0         | 0     | 100 %      |
| Индия            | 3     | 3      | 0         | 0     | 100 %      |
| Китай            | 2     | 0      | 2         | 0     | 0 %        |
| Малайзия         | 2     | 2      | 0         | 0     | 100 %      |
| ОАЭ              | 2     | 0      | 2         | 0     | 0 %        |
| Сингапур         | 2     | 2      | 0         | 0     | 100 %      |
| Таиланд          | 5     | 2      | 3         | 0     | 40 %       |
| Тайвань          | 2     | 0      | 2         | 0     | 0 %        |
| Уругвай          | 1     | 0      | 1         | 0     | 0 %        |
| Шри-Ланка        | 6     | 5      | 1         | 0     | 83 %       |
| Республика Корея | 6     | 2      | 4         | 0     | 33 %       |
| Япония           | 5     | 0      | 5         | 0     | 0 %        |
| Всего            | 48    | 22     | 26        | 0     | 46 %       |

## Игроки
Игроки о которых есть статьи:
- Максим Пристинский
- Бауыржан Шегебай
- Мурат Уанбаев